# Theresa Andersson
Theresa Andersson, född 19 september 1971, är en svensk musikartist som bor och arbetar i New Orleans. Hon är låtskrivare, multiinstrumentalist (bland annat fiol, gitarr och slaginstrument) och sångerska. I sina låtar blandar hon intryck från soul, folkmusik och pop.  

## Teknik
Theresa Andersson har blivit pionjär med att vid solo-framträdanden använda en hel uppsättning av loop-pedaler, vilket gör henne till en "enmansorkster". Ett framförande av en låt kan börja med att hon i tur och ordning spelar in en trumfigur, ett gitarrkomp, en körstämma, och en fiolstämma på var sin loop-maskin. Dessa ljudslingor repeteras, blandas och mixas medan hon sjunger till och spelar ytterligare instrument. Loop-pedalerna styr hon samtidigt med fötterna; hon är därför barfota vid sina framträdanden. 
Tekniken kan ses i hennes framträdande i det egna köket med Na Na Na, utlagt som video på Youtube sommaren 2008. Klippet blev mycket populärt med uppemot en miljon avlyssningar under kort tid.

## Biografi och karriär
Theresa Andersson växte upp i Silte på Gotland,.
1990 reste hon till New Orleans för att spela fiol med den svenske musikern Anders Osborne. I slutet på nittiotalet lämnade hon dennes band för att sedan spela med New Orleans-artister som Dr John, The Neville Brothers och Betty Harris.

## Diskografi

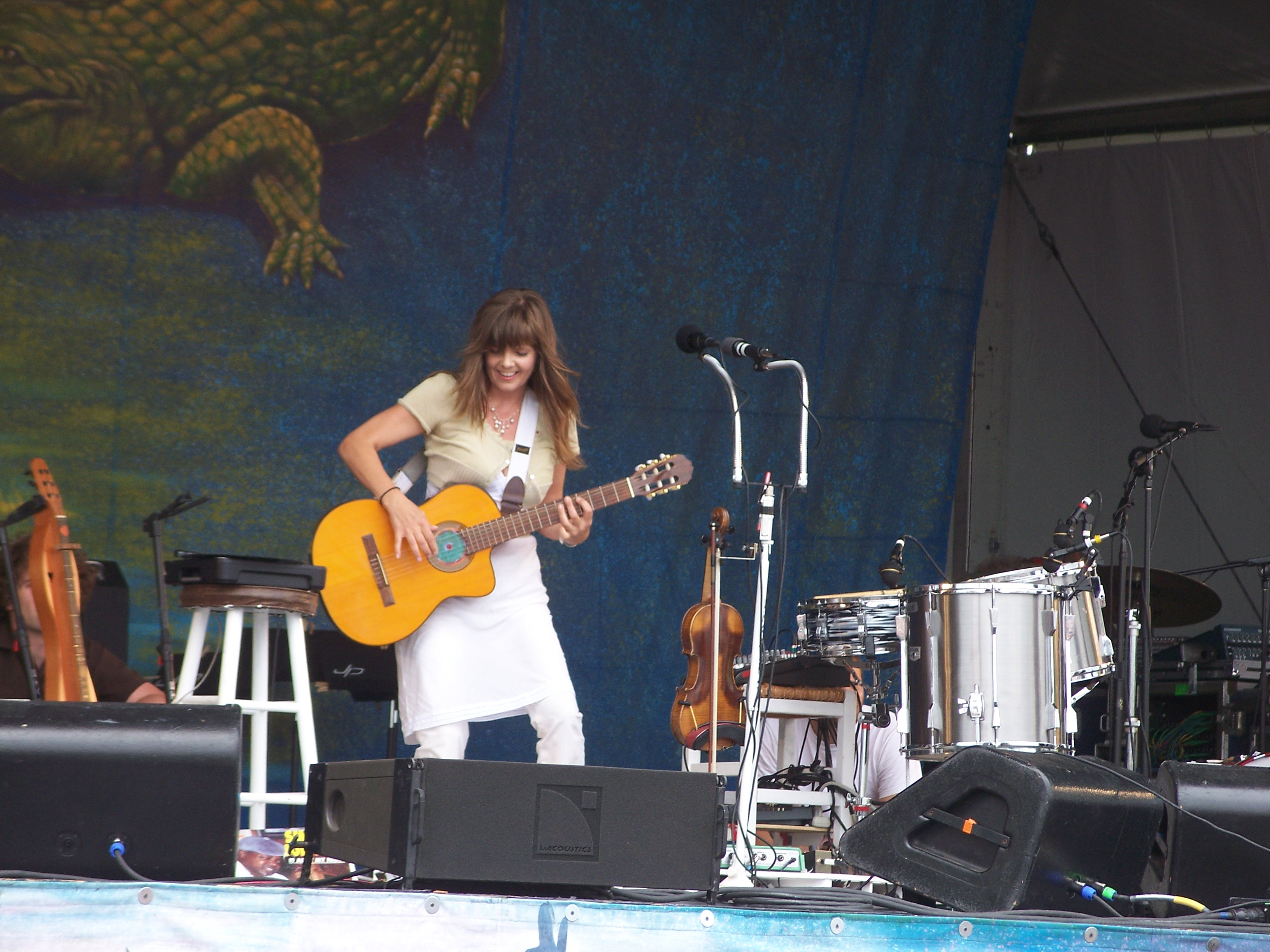
Theresa Andersson på New Orleans Jazz & Heritage Festival i april 2009.

Studioalbum
- Vibes (1994)
- Theresa Andersson (2000)
- No Regrets (2002)
- Shine (2004)
- Hummingbird, Go! (2008)
- Street Parade (2012)

EP
- Theresa Andersson The EP (2006)

Video
- Live At Le Petit (2010, DVD)